# Hipogeo

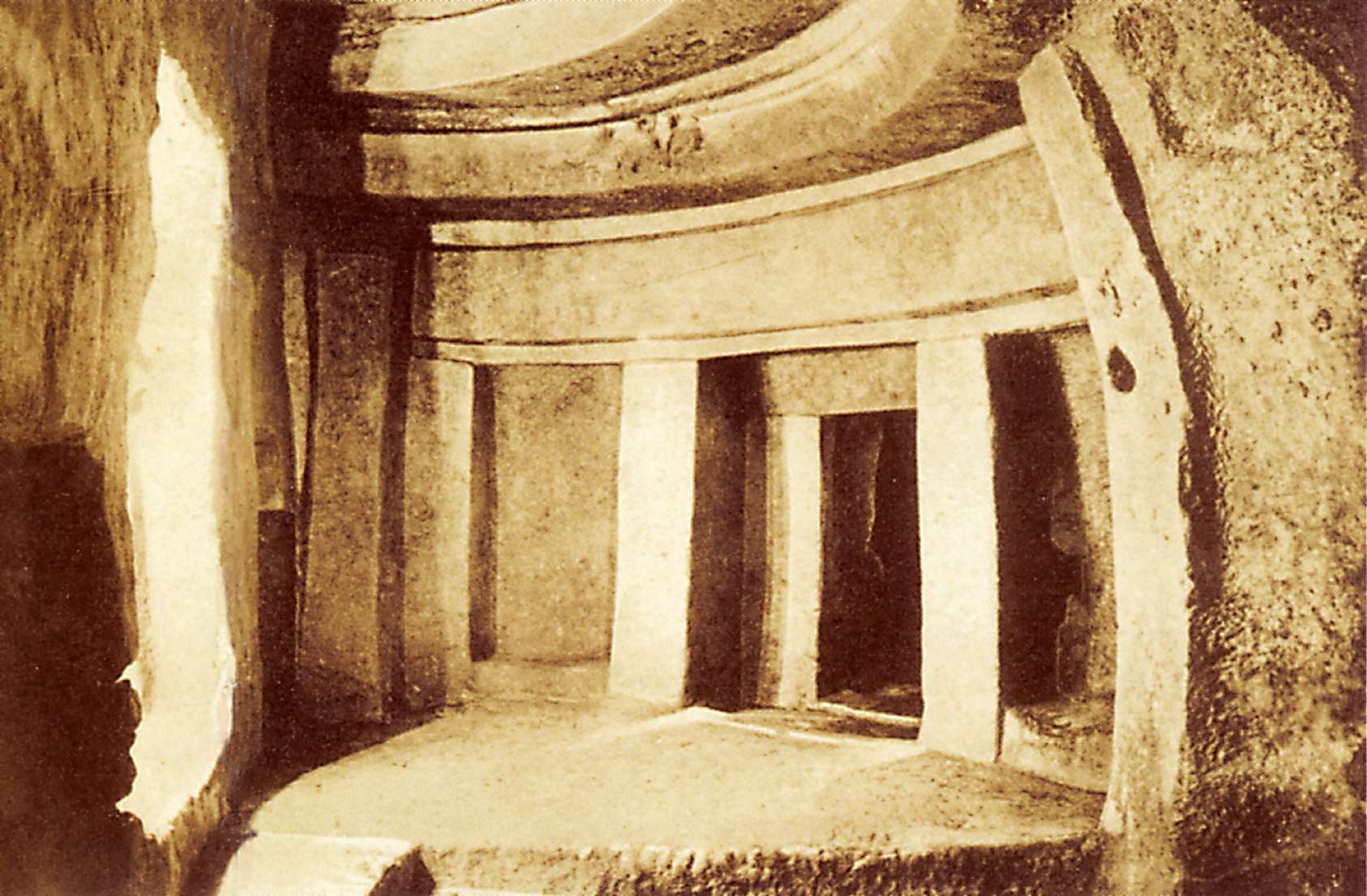
Sancta Sanctorum del hipogeo de Hal Saflieni (Malta). Patrimonio de la Humanidad.

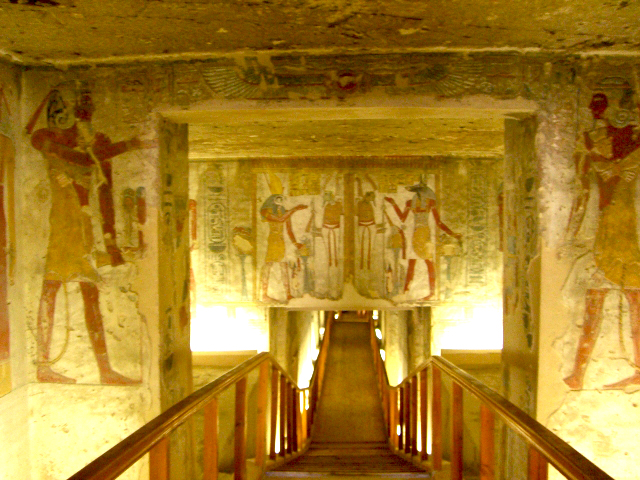
Tumba hipogea de Tausert y Sethnajt, excavada en el Valle de los Reyes (Egipto).

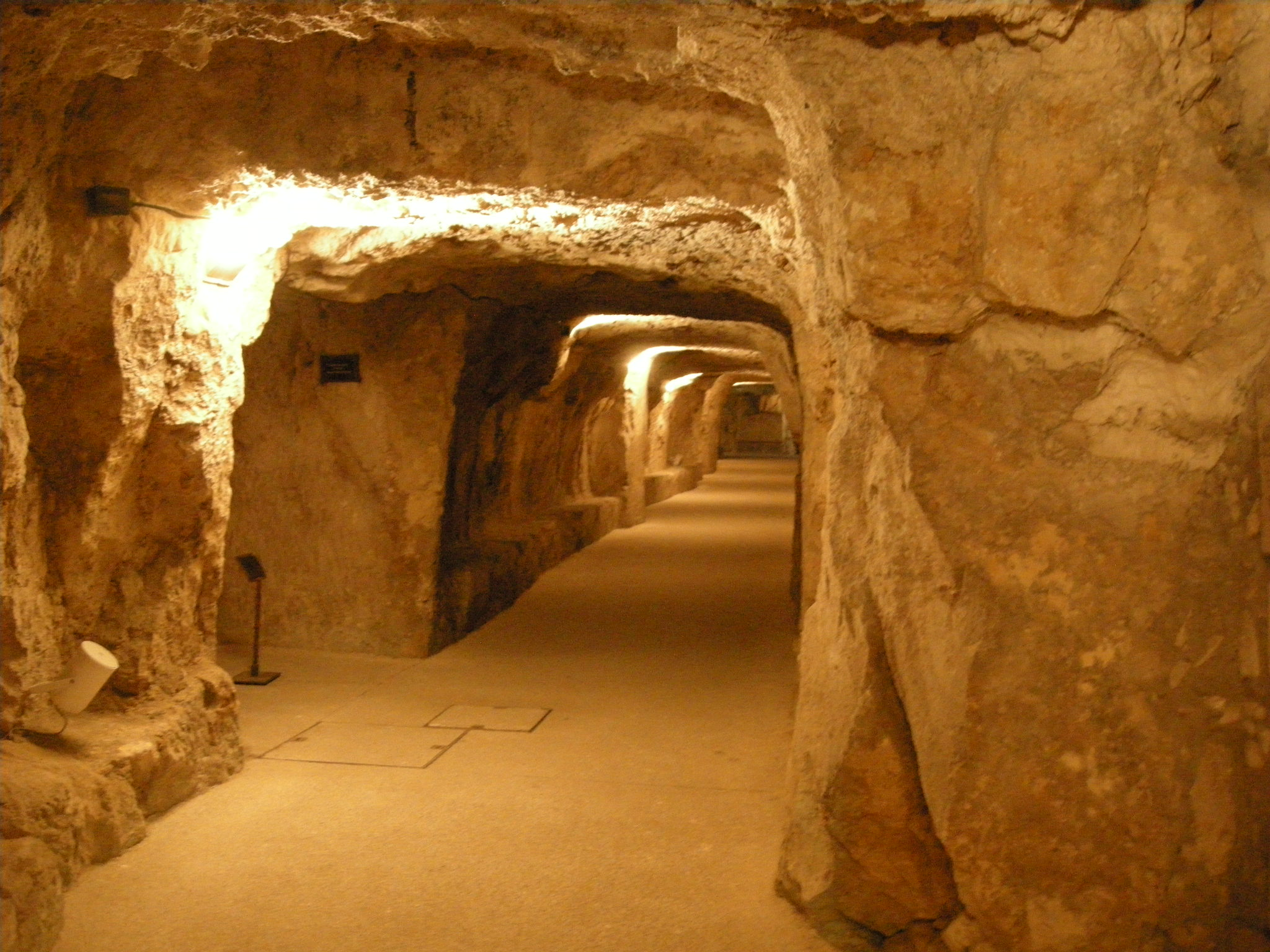
Hipogeo de la Piazza Duomo, Ortigia (Italia).

Hipogeo (del griego ὑπόγαιον, cámara subterránea) es el nombre dado a galerías subterráneas o a pasajes excavados con funciones funerarias (sepulcros). A lo largo del tiempo han sido utilizados por innumerables sociedades: durante el Calcolítico de la península ibérica; en el Antiguo Egipto; o por los fenicios.

## Escrito
Son de destacar los hipogeos del Antiguo Egipto y los de  Tierradentro  en   Colombia  que fascinaron a los colonizadores españoles. El planteamiento era bastante similar al de las construcciones erigidas al aire libre, albergando también estancias profundamente decoradas con bajorrelieve policromados. 
Los hipogeos se conocen ya en la época menfita y tuvieron un gran desarrollo durante el Imperio Nuevo, cuando se construyeron tumbas reales en forma de suntuosas mansiones subterráneas, horadando la cordillera de la región de Tebas, en el enclave hoy denominado Valle de los Reyes. En él se encuentra el hipogeo de Tutankamón entre otros. 
Además de estos, se excavaron muchos más, aunque menos solemnes, para egipcios acomodados que buscaban allí su casa eterna y evitar los robos. Sin embargo, algunos gobernantes de Egipto siguieron enterrándose en otros tipos de edificaciones, como las pequeñas pirámides de Meroe o Napata, en Kush (Nubia).
También se pueden encontrar hipogeos para enterrar animales sagrados como los babuinos y los íbices. Se momificaban y situaban en nichos subterráneos al estilo de las catacumbas, como es el caso del situado en la necrópolis de Tuna el-Gebel. 

### Levante y poniente
Se los consideraban templos funerarios, de los hipogeos reales, a los cenotafios situados en la margen tebana occidental del río Nilo. Los erigidos en la orilla oriental, como el grandioso templo de Karnak o el bello templo de Luxor, estaban dedicados al dios Amón, y otras divinidades. Para los antiguos egipcios, la zona oriental del Nilo era la adecuada para las actividades de los vivos, donde nacía el dios sol (Ra), mientras que la parte occidental, por donde se ponía el sol, se destinaba a asuntos de la otra vida.